# Albert Verhulsdonk
Albert Verhulsdonk (9 de mayo de 1945 – 28 de agosto de 2013) fue un deportista alemán que compitió para la RFA en judo. Ganó una medalla de bronce en el Campeonato Europeo de Judo de 1972 en  la categoría de –70 kg.

## Palmarés internacional
| Campeonato Europeo | Campeonato Europeo      | Campeonato Europeo | Campeonato Europeo |
| Año                | Lugar                   | Medalla            | Categoría          |
| ------------------ | ----------------------- | ------------------ | ------------------ |
| 1972               | Voorburg (Países Bajos) | Medalla de bronce  | –70 kg             |